# Umbrina galapagorum
Umbrina galapagorum es una especie de pez de la familia Sciaenidae en el orden de los Perciformes.

## Morfología
• Los machos pueden llegar alcanzar los 45 cm de longitud total.

## Hábitat
Es un pez de mar y, de clima tropical (0°-1°S) y bentopelágico que vive hasta los 18 m de profundidad.

## Distribución geográfica
Se encuentra en el Pacífico suroriental: las Islas Galápagos.

## Observaciones
Es inofensivo para los humanos.